# Ізогамія

Різні форми ізогамії: A) зливаються рухливі клітини; B) зливаються нерухомі клітини; C) кон'югація

Ізогамія — це форма статевого процесу, при якому утворюються та зливаються дві однакові за будовою гамети.
Ізогамія притаманна деяким нижчим організмам, зокрема багатьом водоростям. Зустрічається у грегарин і деяких джгутикових.